# パーヴェル・ドゥーロフ
パーヴェル・ヴァレリーヴィッチ・ドゥーロフ（ロシア語: Па́вел Вале́рьевич Ду́ров, 1984年10月10日 - ）は、ロシアの起業家。SNSのVK、インスタントメッセージアプリケーションのTelegramの創設者として知られる。パーヴェルはニコライ・ドゥーロフの弟にあたる。2014年にVKのCEOから追放されて以来、ドゥーロフ兄弟はセントクリストファー・ネイビス市民で、自主的な亡命者として世界中を旅してきた。2017年にはフィンランド代表として世界経済フォーラム (WEF) のヤンググローバルリーダーズに参加した。

## 家族
パーヴェルの祖父セミョン・ペトロヴィッチ・トゥリャコフは第二次世界大戦に従軍した。セミョンは第65歩兵連隊に所属し、ガッチナ-クラスノゴルスク方面やその他の方面のレニングラード戦線の戦闘で3回負傷した。赤星勲章、2等祖国戦争勲章、そして40回目の対独戦勝記念日に、1等大祖国戦争勲章を授与された。戦後、セミョンは逮捕された。 
ドゥーロフ兄弟の父親であるヴァレリー・セメノヴィッチ・ドゥーロフは文献学博士で多くの論文を著しており、1992年以来、 サンクトペテルブルク大学哲学部古典哲学科の学科長を務めている。

## 経歴
パーヴェルはレニングラード（現在のサンクトペテルブルク）で生まれたが、幼年期の大部分は、文献学の博士号を持っていた父のヴァレリーが働くイタリアのトリノで過ごしている。パーヴェルはイタリアの小学校に通い、2001年にロシアに戻った後はサンクトペテルブルク大学付属寄宿学校に通った。 2006年にサンクトペテルブルク大学の哲学科を卒業し、その際に優等の学位を授与された。 パーヴェルの若年期と経歴については、ロシア語の本 "Код  Дурова: пять историй из жизни «ВКонтакте» и ее создателя"(ドゥーロフ・コード - VKと創業者の本当の物語, ISBN 978-5916575460) (2012)に詳しい 。 
パーヴェルは2006年に、のちにVKとして知られることになるVKontakteを創業したが、初期はFacebookに影響されていた。パーヴェルと兄のニコライがVKontakteを構築していた間に、会社は30億ドル相当の価値にまで成長した。 
2011年のロシア下院選挙に関して、政府は野党政治家のページの削除を要求したが、その際にパーヴェルはサンクトペテルブルク警察とにらみ合いを演じた。彼はパーカーを着て舌を出した犬の写真を投稿し、パーヴェルがドアのノックに応じずに1時間粘ったあと警察は退散した。 
2012年にはVKを買収しようとしたMail.ruへの正式な回答として、中指を立てた自身の写真を投稿した。2013年12月には、VK株の12%をロシアの有力インターネット企業 Mail.ru のオーナーであるイワン・タフリンへ売却するよう迫られ、最終的にはVK株の過半数である52%を Mail.ru に売ることになった。Mail.ruは2014年に残りの株式を取得して、VKの単独株主になった。

### VKからの追放
2014年4月1日に、パーヴェルは辞表を取締役会に提出した。当初は会社も彼が辞職したことを認めたため、2月に始まったウクライナ危機と関連しているものとみられていた。しかしパーヴェル自身はエイプリルフールのジョークであると2014年4月3日に主張している。 
2014年4月16日には、パーヴェルはウクライナの反対派のデータをロシアの治安機関に引き渡すことと、VKのアレクセイ・ナワリヌイのページをブロックすることを拒否した。代わりに彼は自分のVKページでそれらの命令を掲載し、要求は違法であると主張した。 
2014年4月21日にパーヴェルはVKのCEOから解任された。会社側の主張は、パーヴェルが同月に出して取り消せなかった辞表に基づいて行動しているだけだ、というものだった。パーヴェルは、同社がプーチンの仲間にうまく乗っ取られたのだと主張し、彼の追放は、ユーザーの個人情報をロシア連邦保安庁に引き渡しを拒んだのと、Euromaidan抗議運動専用に設けられたVKグループのメンバーの個人情報引き渡しを拒んだことの両方に対する帰結であると示唆した。その後パーヴェルはロシアを去り、「帰国する計画はない」「現時点ではこの国はインターネットビジネスと両立しない」と述べた。

### VK後の人生
ロシアを離れるにあたって、パーヴェルはセントクリストファー・ネイビスの砂糖産業多様化財団に対して25万ドルもの寄付をおこない、これによって市民権を取得した。またスイス銀行に3億ドルの現金を保全した。これによってパーヴェルは次の会社であるTelegramに集中できるようになったが、同社は当初はベルリンに本拠地を置き、暗号化メッセージングサービスに取り組んだ。Telegramは現在ドバイに本社を置いている。
パーヴェルは自身のことをリバタリアンであり、またベジタリアンであると称している。 2012年にはロシア改善のためのアイデアを詳述したマニフェストを公表し、評論家たちに「リバタリアニズム」と評された。2011年に27歳となった誕生日の際にはウィキメディア財団に100万ドルを寄付した。財団の創設者で名誉会長ジミー・ウェールズもまたリバタリアン仲間である。
2024年8月24日にフランス捜査当局がパリ郊外のル・ブルジェ空港にて、パーヴェルを犯罪黙認の疑いで逮捕したと、フランスの複数メディアが報じた。29日、パリの検察はパーヴェルを起訴した。同日保釈されたが、フランスからの出国は禁じられた。起訴内容は、組織犯罪グループの関与疑いもある「違法取引を可能にするオンラインプラットフォーム運営での共謀」のほか、児童ポルノ画像の拡散、麻薬取引、詐欺、資金洗浄など多岐にわたる。

## 栄誉
パーヴェルは、「ロシアのマーク・ザッカーバーグ」と称されている。 
2014年8月には、パーヴェルは30歳未満の最も有望な北ヨーロッパのリーダーに選ばれた。2017年にはWEFヤンググローバルリーダーにフィンランド代表として加わった。 
カザフスタンのジャーナリスト連合は、2018年6月21日に「検閲および、市民の自由なオンライン通信への国の干渉に対抗する、パーヴェルの一貫した立場に対して」表彰した。 
フォーチュン誌はパーヴェルを、ビジネス界で最も影響のある若者の年間ランキング「40歳未満の40人」に挙げている。